# 大津真作
大津 眞作（おおつ しんさく、1945年 - ）は、日本の哲学研究者、甲南大学名誉教授。西欧社会思想史専攻。

## 来歴
大阪府生まれ。1971年名古屋大学理学部物理学科卒。1975年東京都立大学 (1949-2011)仏文学科博士課程中退。福島大学経済学部助教授、甲南大学助教授、教授。2014年定年退任。

## 著書
- 『啓蒙主義の辺境への旅』世界思想社、1986
- 『市民社会思想史 1　マキアヴェッリからスピノザまで』高文堂出版社、1996
- 『市民社会思想史 2　絶対主義のフランス』高文堂出版社、1997
- 『理性と愛 スピノザの思想』高文堂出版社、2004　市民社会思想史
- 『倫理の大転換 スピノザ思想を梃子として』行路社、2012
- 『思考の自由とはなにか　スピノザとシモン・ランゲにおける自由』晃洋書房、2012
- 『異端思想の五〇〇年』京都大学学術出版会、2015
- 『異端思想から近代的自由へ』京都大学学術出版会「学術選書」、2022

## 翻訳
- エンリコ・ベルリンゲル『先進国革命と歴史的妥協』合同出版、1979
- リュシアン・セーヴ他『宗教と宗教批判』石田雄二共訳　法政大学出版局　1979　りぶらりあ選書
- フランコ・ヴェントゥーリ『百科全書の起源』法政大学出版局　1979　叢書・ウニベルシタス
- ポール・ヴェーヌ『歴史をどう書くか 歴史認識論についての試論』法政大学出版局　1982　叢書・ウニベルシタス
- ポール・ヴェーヌ『差異の目録 新しい歴史のために』法政大学出版局　1983　叢書・ウニベルシタス
- エドガール・モラン『方法』1-5　法政大学出版局　1984-2006　叢書・ウニベルシタス
- ポール・ヴェーヌ『ギリシア人は神話を信じたか 世界を構成する想像力にかんする試論』法政大学出版局　1985　叢書・ウニベルシタス
- セルジュ・モスコヴィッシ『自然の人間的歴史』法政大学出版局　1988　叢書・ウニベルシタス
- フランソワ・フュレ『フランス革命を考える』岩波書店　1989
- ピーター・バーク『フランス歴史学革命 アナール学派1929-89年』岩波書店　1992
- アンドレ・ジャルダン『トクヴィル伝』晶文社　1994
- ギヨーム=トマ・レーナル『両インド史 東インド篇』上・下　法政大学出版局　2009-2011
- シモン・ランゲ『市民法理論』京都大学学術出版会 近代社会思想コレクション 2013
- カルロス・エステベス/カルロス・タイボ 編著『反グローバリゼーションの声』晃洋書房 2013
- ギヨーム=トマ・レーナル『両インド史 西インド篇』上巻　法政大学出版局　2015
- フリードリヒ二世『反マキアヴェッリ論』京都大学学術出版会 近代社会思想コレクション 2016
- アリエル・シュアミ、アリア・ダヴァル『スピノザと動物たち』法政大学出版局　2017
- アレクシ・ド・トクヴィル『合衆国滞在記』京都大学学術出版会 近代社会思想コレクション 2018

## 論文
- 「ランゲと近代社会批判」『野蛮と啓蒙――経済思想史からの接近』田中秀夫編、第一五章　2014
- Linguet Redivivus in Contemporary World,"甲南大学紀要文学編164　2014

## 参考
- 大津真作 - Read & Research